# Heroes of Dragon Age
Heroes of Dragon Age è un videogioco strategico a turni per iOS e Android sviluppato da Capital Games e pubblicato dalla Electronic Arts. Il gioco è il primo spin-off della saga di Dragon Age per smartphone; è stato pubblicato il 21 novembre 2013 per iOS e il 5 dicembre 2013 per Android. Heroes of Dragon Age permette al giocatore di collezionare i vari personaggi appartenenti al mondo di Dragon Age, con cui può costruire il proprio gruppo per affrontare mappe in single player o per sfidare altri giocatori in eventi PvP.

## Trama
Nel gioco devono essere affrontate una serie di mappe che ripercorrono gli avvenimenti più importanti nella storia del Thedas. Alcuni fatti sono già stati presentati nei tre titoli principali della saga, di altri invece sono state pubblicate solo delle notizie che possono essere trovate nei due volumi The World of Thedas e nelle voci del codex presente nei videogiochi. Gli avvenimenti nelle mappe non sono presentati in ordine cronologico.
- Il primo Flagello: i Prole Oscura comandati dall'Arcidemonde Dumat escono dal sottosuolo e attaccano il Thedas. Viene fondato l'ordine dei Custodi Grigi, che riesce a ribaltare la situazione e a relegare nuovamente i Prole Oscura sottoterra.
- Maledizione di Zathrian: Zathrian, a capo di un clan di elfi, evoca uno spirito che trasforma una tribù di umani in lupi mannari.
- Le Vie Profonde: sette Magister del Tevinter, utilizzando la magia del sangue, entrano fisicamente nella dimora del Creatore, la Città Dorata. Questa viene corrotta dalla loro presenza e a loro volta i Magister vengono corrotti diventando i primi Prole Oscura. Questi si moltiplicano e invadono le Vie Profonde, dimora dei nani, che sono costretti a sigillarle e a rifugiarsi altrove.
- L'ascesa del karta: il karta, un'antica organizzazione criminale, prende il controllo delle vie di Orzammar, la capitale dei nani.
- La Gran Via: l'Impero Tevinter espande la sua sfera d'influenza conquistando il Thedas meridionale e costruisce la Gran Via Imperiale per collegare i territori sotto il suo dominio.
- Arlathan: Arlathan, la capitale del regno degli elfi, viene distrutta dall'avanzata dell'Impero Tevinter e i suoi abitanti vengono schiavizzati.
- La Torre del Circolo: Uldred, mago anziano del Circolo dei Magi, cerca di convincere gli altri maghi del Circolo a appoggiare un colpo di stato contro il regno del Ferelden. I maghi non vengono persuasi dalle sue parole e lui cerca di andarsene, venendo però bloccato dall'anziano incantatore Irving. A questo punto Uldred evoca un demone che non riesce a controllare e ne viene posseduto.
- La marcia verso le Valli: La Chiesa accusa gli elfi di usare la magia del sangue. Hanno inizio delle crociate contro le terre elfiche che prendono il nome di Sacre Marce.
- Par Vollen: i Qunari invadono l'arcipelago di Par Vollen, dominio dell'Impero Tevinter. Si scatena una lunga e sanguinosa guerra.
- Paludenera: nei pressi del villaggio di Paludenera si stabilisce una femmina di drago che terrorizza gli abitanti. La baronessa del villaggio fa uccidere la bestia, ma questa, grazie ad un rituale, ritorna sotto forma di spettro.
- Il Circolo Spezzato: i maghi del Circolo del Ferelden, in seguito alle azioni di Uldred, vengono attaccati da un demone della pigrizia, che imprigiona le loro anime nell'Oblio.
- Spedizione di Bartrand: Bartrand e Varric Tethras organizzano una spedizione nelle Vie Profonde in cerca di ricchezze.
- Promessa di Nevarra: i Prole Oscura invadono per la terza volta le terre centrali del Ferelden ma i Custodi Grigi riescono a respingerli, anche se a discapito di molte vite.
- Chateau Haine: il Duca Prosper cerca di ottenere un'arma di incredibile potenza da uno scambio con un Qunari.
- Eluvian dalish: si indaga sugli Eluvian, antichi artefatti elfici che permettevano agli elfi di spostarsi tra le loro città.
- Ombre di Paludenera: la baronessa di Paludenera era in realtà una maga del sangue, che in seguito alle sue azioni venne arsa viva. Il suo ultimo gesto fu quello di imprigionare gli spiriti degli abitanti del villaggio in una versione distorta di Paludenera.
- Il Marchio: l'Inquisitore, protagonista di Dragon Age: Inquisition, viene fatto prigioniero per essere interrogato sulla morte della Divina Justinia V e sul significato del Marchio che si è creato nella sua mano.

## Modalità di gioco
Nel gioco è possibile scegliere di giocare le mappe, dove si affrontano eroi umanoidi ripresi dalla storia della mappa che si sta giocando, oppure di sfidare altri giocatori in PvP. 
Per affrontare entrambe le modalità occorre creare un gruppo formato al massimo da cinque eroi, di cui uno deve essere un drago o un animale. Gli eroi sono posizionati su due linee: quelli in prima linea ricevono dei bonus all'attacco, quelli nelle retrovie hanno dei bonus alla salute.

I personaggi possono essere ulteriormente potenziati dando loro degli oggetti, che aumentano le statistiche base. Per accedere alle mappe occorre usare un certo quantitativo di punti Energia, quantitativo che aumenta man mano che si prosegue con le storie. Per accedere ai PvP occorre invece utilizzare i punti Vigore.
Dopo che si è selezionata la modalità a cui si vuole giocare, il giocatore ha la possibilità di attivare le rune per avere dei benefici in battaglia (aumento della difesa, dell'attacco o dei punti esperienza acquisiti) e di scegliere quale gruppo di eroi usare. Dopodiché inizia lo scontro vero e proprio, che viene gestito dall'intelligenza artificiale del gioco.

## Personaggi
I personaggi di Heroes of Dragon Age sono personaggi ripresi dalla storia del Thedas. Nel gioco questi si trovano sotto forma di statuine tridimensionali che poggiano su un piedistallo colorato, che indica la fazione di appartenenza.
- Rossa: a questa fazione appartengono tutti i personaggi che stanno al di fuori della nobiltà e dei Custodi Grigi, come ladri e maghi eretici. Usando la fazione rossa contro personaggi appartenenti alla fazione blu si ottiene un bonus del 25% ai danni inflitti.
- Nera: sotto questa fazione sono radunate tutte le creature che gettano il Thedas nel caos, come i Prole Oscura e i demoni. Usando la fazione nera contro personaggi appartenenti alla fazione bianca si ottiene un bonus del 25% ai danni inflitti.
- Bianca: raduna tutti i personaggi legati alla protezione e al governo del Thedas, come nobili, soldati e membri dell'ordine dei Custodi Grigi. Usando la fazione bianca contro personaggi appartenenti alla fazione rossa si ottiene un bonus del 25% ai danni inflitti.
- Blu: la fazione blu accoglie sotto la sua ala i personaggi dotati di poteri magici. Usando la fazione blu contro personaggi appartenenti alla fazione nera si ottiene un bonus del 25% ai danni inflitti.

Gli eroi sono anche divisi in classi in base alla rarità con cui il personaggio stesso può essere trovato (comune, non comune, raro, epico e leggendario). Questi si acquisiscono attraverso i pacchetti, acquistabili nel negozio presente nel gioco. Si possono acquistare sia con le monete, dove c'è una minore possibilità di trovare eroi rari, che con i diamanti, che garantiscono maggiori possibilità di trovare eroi epici e leggendari.
I personaggi possono essere fatti avanzare di livello sacrificando gli eroi meno rari o completando le mappe presenti nel gioco. L'avanzamento di livello degli eroi garantisce l'aumento di alcune statistiche, come il danno inflitto e la salute.

## Accoglienza
Il gioco si è posizionato al trentesimo posto tra i giochi più discussi per iOS del 2013.
Le recensioni su Metacritic gli danno un voto pari a 59, mentre GameRankings gli dà un punteggio di 64/100.